# Francesinha

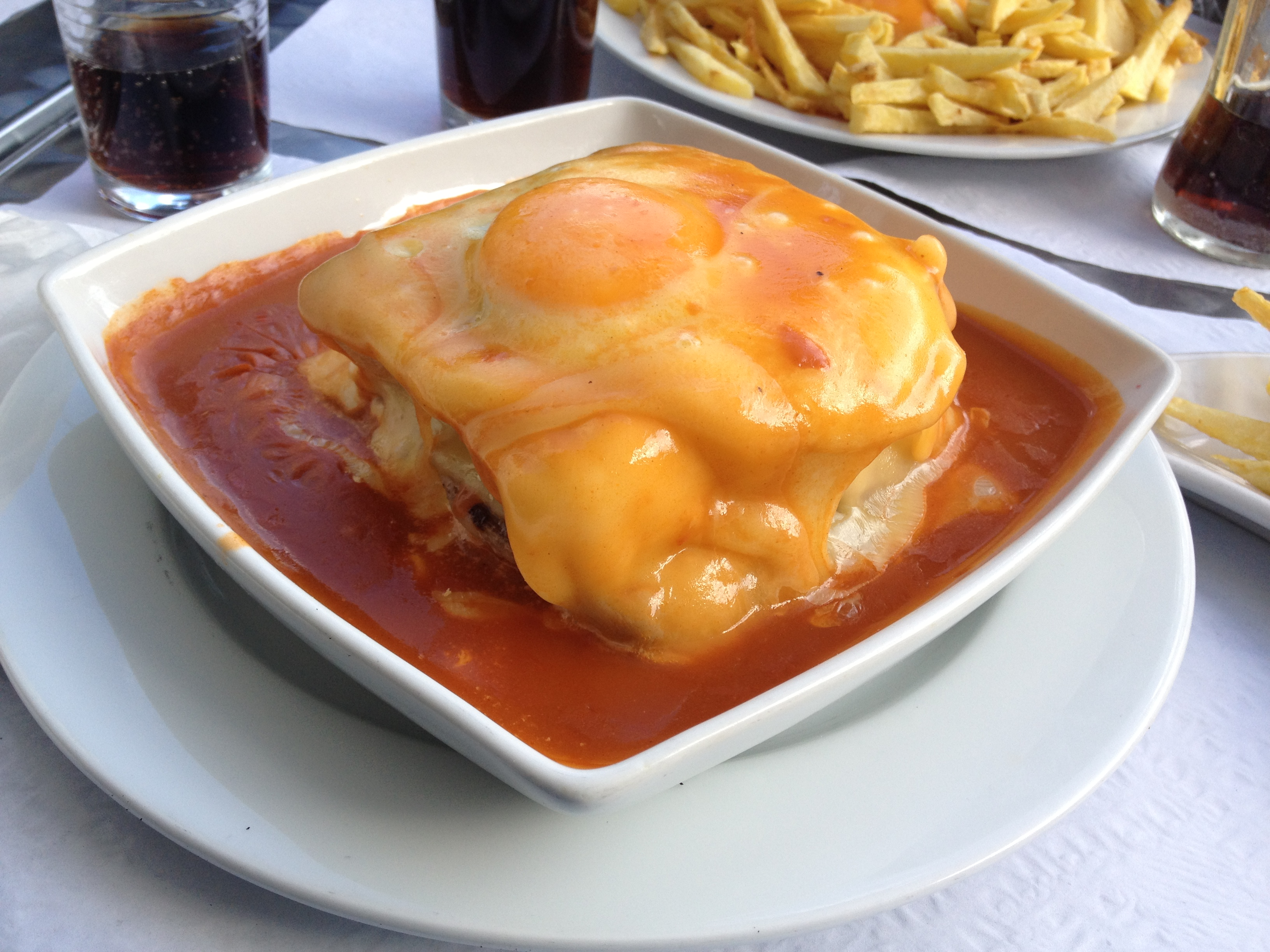
Francesinha com ovo

Francesinha (portugiesisch: kleine Französin) ist der Name eines portugiesischen Sandwiches. Es besteht aus Toastbrot, Kochschinken, Scheiben einer typischen Wurst Linguiça (ähnlich Chouriço) und gebratenem Rindfleisch. Es wird mit geschmolzenem Käse sowie einer heißen, typischerweise dickflüssigen Sauce aus Tomaten, Bier und Senf übergossen. Oft wird die Sauce noch mit Brandy und Weißwein (Vinho Verde) verfeinert.

## Zubereitungsarten
Obwohl die Standardzubereitungsart nicht festgelegt ist, wird eine Francesinha typischerweise mit Pommes frites serviert. Neben den typischen Zutaten aus rotem Fleisch, findet man vor allem in speziellen Francesinha-Restaurants auch Zubereitungen mit Geflügel oder Fisch sowie vegetarische Variationen mit Pilzen und Gemüse. Zusätzlich kann noch ein Spiegelei mit Käse überbacken auf dem Sandwich liegen (Francesinha com ovo).

## Herkunft
Die Herkunft des Sandwiches ist nicht eindeutig geklärt. 2010 erschien in der portugiesischen Tageszeitung Diário de Notícias ein Artikel, in dem Daniel David da Silva aus Terras de Bouro als Erfinder der Francesinha präsentiert wurde. Er sei nach Auslandsaufenthalten in Belgien und Frankreich nach Portugal zurückgekehrt und habe das französische Croque pikant abgewandelt. Der Name sei von ihm in Anspielung auf die „pikanten“ Französinnen gewählt worden. Nach einer anderen Hypothese geht der Name auf die napoleonischen Truppen zurück.